# Eisenbahnfähre Fürstenberg/Havel

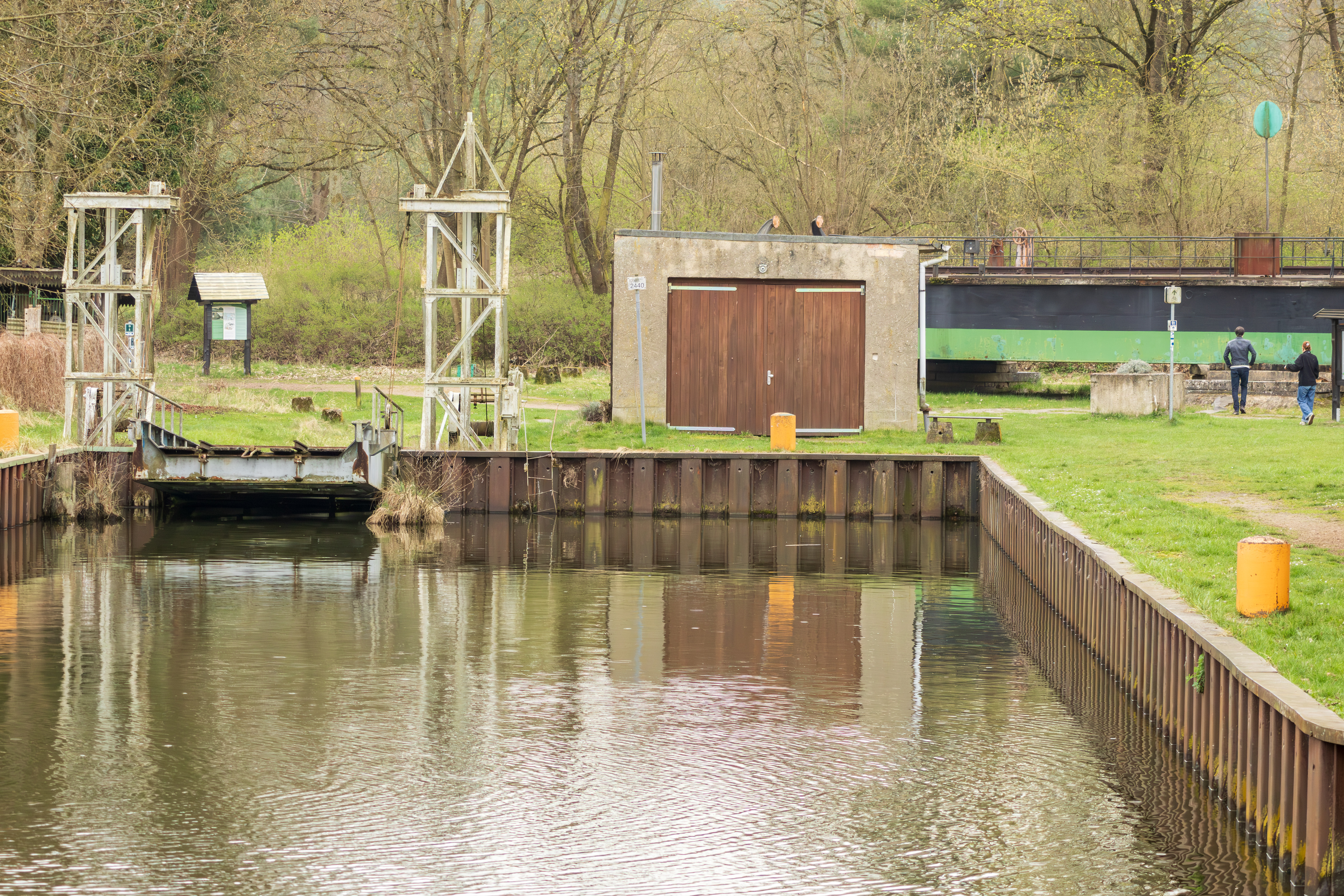
Der südliche Anleger mit der Fähre

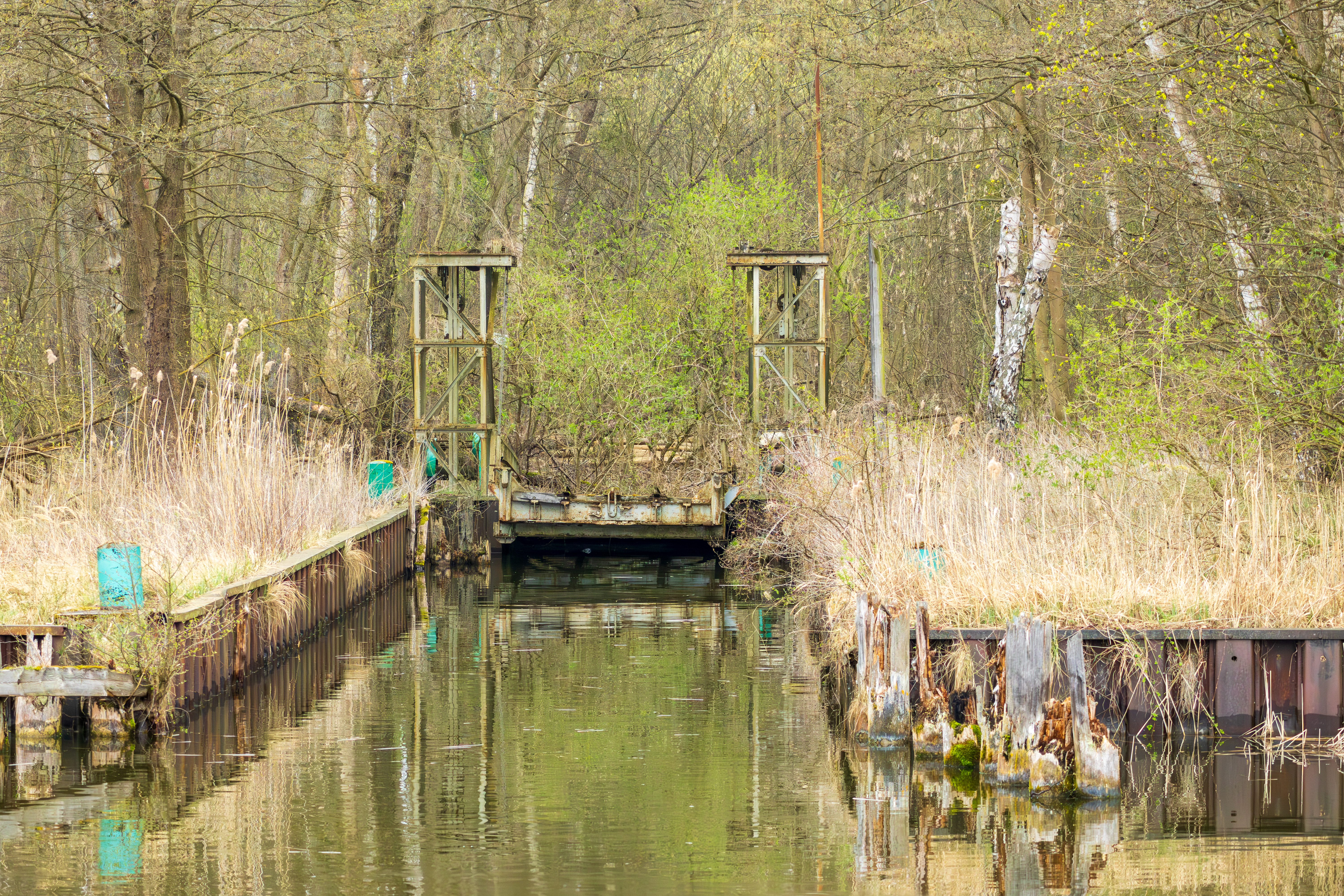
Der nördliche Anleger der Fähre

Die Eisenbahnfähre Fürstenberg/Havel ist eine Fähre in Fürstenberg/Havel über die Havel. Der Fährbetrieb wurde 1934 aufgenommen und 1993 eingestellt. Seit 1993 steht die Fähre unter Denkmalschutz.

## Geschichte
Offiziell gebaut werden sollte die Fähre für die Faserstoff GmbH in Fürstenberg/Havel. Diese Firma war jedoch 1926 in Konkurs gegangen und wurde 1929 vom Heereswaffenamt erworben. Der Name Faserstoff GmbH wurde beibehalten, um die laut Versailler Vertrag verbotene Lagerung und Produktion von Waffen in den ehemaligen Hallen der Faserstoff GmbH zu verbergen (Montan-Schema). 1934 begann dann die Produktion von Geschosshülsen, hauptsächlich für die 8,8-cm-FlaK 18/36/37 der deutschen Wehrmacht. Diese Geschosshülsen mussten dann in die Lufthauptmunitionsanstalt Strelitz bei Neustrelitz gebracht werden. Dazu wurde die Eisenbahnfähre benötigt, da gegen den Bau einer Brücke vom Wasserbauamt Einspruch erhoben wurde. Die Gleisanlage der Fähre wurde 1936 mit Anschluss an die Strecke Britz–Fürstenberg fertiggestellt. Bis 1950 bildete die Havel in diesem Bereich die Grenze zwischen dem mecklenburgischen Fürstenberg (südlicher Anleger) und der brandenburgischen Gemeinde Ravensbrück (nördlicher Anleger).
Im Zweiten Weltkrieg wurden mit der Eisenbahnfähre zeitweilig auch Häftlinge des KZ Ravensbrück zu den Munitionsfabriken transportiert. Ab 1945 benutzte die Rote Armee die Fähre zum Transport von Militärgütern und Brennstoffen. Die Faserstoff-Werke waren in der SBZ und der DDR eine Reparaturstelle für Panzer und Lkw. Der Betrieb der Fähre lag in der Verantwortung des Sägewerks Fürstenberg, das mit der Fähre hauptsächlich Schnittholz transportierte und im Auftrag der Reichsbahndirektion Greifswald die sowjetische Seite zu bedienen hatte.
Nach der Wende bemühte sich um die Eisenbahnfähre anfangs eine Schülergruppe, seit 2007 eine Interessengemeinschaft von Bürgern, der Stadtverwaltung und dem Verein für Forstgeschichte, Regionalgeschichte und Umweltbildung unter Berücksichtigung der Anforderungen des Denkmalschutzes. Bis 2009 wurde die Fähranlage am Südufer wieder aufgeschlossen und die Gleisanlage sichtbar gemacht. Die nördliche Landebrücke der Fähre verfällt dagegen und ist überwuchert. Folgt man den dort noch liegenden Gleisen durch den wilden Bewuchs, gelangt man ans Siemenslager im ehemaligen KZ Ravensbrück. Die Eisenbahnfähre selbst benötigt dringend eine Sanierung, die von der Werft in Malz vorgenommen werden sollte. Die Stadtverordnetenversammlung stimmte jedoch gegen das Verholen bis zur Werft aus Sorge vor einer möglichen Havarie auf dem Weg dorthin. Sie beschloss die Fähre aus dem Wasser zu kranen und an Land legen zu lassen. 2013 wurde die Fähre aus dem Wasser gehoben und mit einer Korrosionsschutzschicht versehen. Inzwischen rostet der Schiffskörper weiter. Eine schwimmfähige Aufarbeitung ist laut Märkischer Onlinezeitung nicht vorgesehen.

## Technische Daten
Die Eisenbahnfähre hat eine Pontonform. Die Länge beträgt 34,18 Meter und die Breite 5,18 Meter. Die Tragfähigkeit der Fähre soll 170 Tonnen betragen haben, dabei stieg der Tiefgang von 0,70 Meter auf 1,30 Meter. Der Höhenunterschied wurde durch die Landungsbrücken ausgeglichen, die an Scharnieren gelagert sind. Die Fähre hatte einen Dieselmotor mit etwa 30 PS. Gebaut wurde sie 1934 auf der Schichau-Werft im damals ostpreußischen Elbing.